# ジョン・P・リヴァダリー
ジョン・ポール・リヴァダリー（John Paul Livadary, 1896年5月20日 - 1987年4月7日）は、サウンドデザイナーである。
1928年よりコロンビア ピクチャーズで働き始め、アカデミー賞録音賞に17度ノミネートされ、『恋の一夜』（1934年）、『ジョルスン物語』（1946年）、『地上より永遠に』（1953年）で受賞した。またアカデミー技術貢献賞を3度、アカデミー科学技術賞を1度受賞している。

## 主なフィルモグラフィ
- 恋の一夜 One Night of Love (1934)
- Love Me Forever (1935)
- オペラハット Mr. Deeds Goes to Town (1936)
- スミス都へ行く Mr Smith Goes to Washington (1939)
- ジョルスン物語 The Jolson Story (1946)
- 地上より永遠に From Here to Eternity (1953)
- 長い灰色の線 The Long Gray Line (1955)
- ララミーから来た男 The Man from Laramie (1955)
- ピクニック Picnic (1955)
- 愛情物語 The Eddy Duchin Story (1956)
- 枯葉 Autumn Leaves (1956)
- 決断の3時10分 3:10 to Yuma (1957)
- シンバッド七回目の航海 The 7th Voyage of Sinbad (1958)
- クリムゾン・キモノ The Crimson Kimono (1959)

## 受賞とノミネート
| 賞           | 年   | 部門   | 作品名            | 結果       |
| ------------ | ---- | ------ | ----------------- | ---------- |
| アカデミー賞 | 1934 | 録音賞 | 恋の一夜          | 受賞       |
| アカデミー賞 | 1935 | 録音賞 | Love Me Forever   | ノミネート |
| アカデミー賞 | 1936 | 録音賞 | オペラハット      | ノミネート |
| アカデミー賞 | 1937 | 録音賞 | 失はれた地平線    | ノミネート |
| アカデミー賞 | 1938 | 録音賞 | 我が家の楽園      | ノミネート |
| アカデミー賞 | 1939 | 録音賞 | スミス都へ行く    | ノミネート |
| アカデミー賞 | 1940 | 録音賞 | Too Many Husbands | ノミネート |
| アカデミー賞 | 1941 | 録音賞 | 嘆きの白薔薇      | ノミネート |
| アカデミー賞 | 1942 | 録音賞 | 晴れて今宵は      | ノミネート |
| アカデミー賞 | 1943 | 録音賞 | サハラ戦車隊      | ノミネート |
| アカデミー賞 | 1944 | 録音賞 | カバーガール      | ノミネート |
| アカデミー賞 | 1945 | 録音賞 | アメリカ交響楽    | ノミネート |
| アカデミー賞 | 1946 | 録音賞 | ジョルスン物語    | 受賞       |
| アカデミー賞 | 1953 | 録音賞 | 地上より永遠に    | 受賞       |
| アカデミー賞 | 1954 | 録音賞 | ケイン号の叛乱    | ノミネート |
| アカデミー賞 | 1956 | 録音賞 | 愛情物語          | ノミネート |
| アカデミー賞 | 1957 | 録音賞 | 夜の豹            | ノミネート |